# Haute-Corse
Haute-Corse (korzijsko Corsica suprana, poslovenjeno Zgornja Korzika, oznaka 2B) je francoski departma, zajema severni del otoka Korzike. Južni del otoka spada pod departma Corse-du-Sud ali Južna Korzika.

## Zgodovina
Departma je bil ustanovljen 15. septembra 1975, ke je bil departma Korzika razdeljen na departmaja Haute-Corse in Corse-du-Sud. Departma natanko odgovarja nekdanjemu departmaju Golo, ki je obstajal med letoma 1793 do 1811.

## Upravna delitev
- Seznam kantonov departmaja Haute-Corse
- Seznam občin departmaja Haute-Corse
- Seznam okrožij departmaja Haute-Corse